# Frachet
Il frachet è un formaggio, prodotto tipico piemontese. Rientra nell'elenco dei prodotti agroalimentari tradizionali italiani (PAT) del ministero delle politiche agricole alimentari e forestali.

## Procedimento di produzione
Questo formaggio viene preparato utilizzando residui di altri formaggi o ricotte, ai quali vengono aggiunte erbe aromatiche (tra cui rosmarino e cumino selvatico), sale, pepe e altri aromi. Dopo aver amalgamato a mano tutti gli ingredienti, l'impasto viene avvolto all'interno di teli di canapa, che vengono appesi per la fase di stagionatura, che può durare fino a un mese. Il prodotto finito non ha crosta, ha colore giallo paglierino e forma sferica di circa 11 cm di diametro. Il peso può variare da 100 a 300 grammi.

## Zone di produzione
Il frachet viene prodotto in Valsesia, in provincia di Vercelli.

## Abbinamenti
Viene impiegato come ingrediente per piatti tipici della tradizione piemontese, oppure viene consumato assieme alla polenta. Si abbina a vini rossi corposi.